# Cohons
Cohons (Aussprache [⁠ˈkɔ̃(ː)s⁠]) ist eine französische Gemeinde mit 208 Einwohnern (Stand: 1. Januar 2022) im Département Haute-Marne in der Region Grand Est (vor 2016 Champagne-Ardenne); sie gehört zum Arrondissement Langres und zum Kanton Villegusien-le-Lac. Die Einwohner werden Cohonssois genannt.

## Geografie
Cohons liegt etwa 45 Kilometer südsüdöstlich von Chaumont. Umgeben wird Cohons von den Nachbargemeinden Saints-Geosmes im Norden, Balesmes-sur-Marne im Norden und Nordosten, Noidant-Chatenoy im Osten, Villegusien-le-Lac im Südosten und Süden, Longeau-Percey im Süden und Südwesten sowie Bourg im Westen.

## Bevölkerungsentwicklung
| Jahr                       | 1962 | 1968 | 1975 | 1982 | 1990 | 1999 | 2006 | 2011 | 2019 |
| Einwohner                  | 233  | 254  | 259  | 253  | 233  | 247  | 258  | 264  | 223  |
| Quellen: Cassini und INSEE |      |      |      |      |      |      |      |      |      |

## Sehenswürdigkeiten
- Reste der jungsteinzeitlichen Nekropole im Bois de Vergentière, seit 1990 Monument historique
- Kirche Notre-Dame-de-la-Nativité
- Park von Silière, Monument historique
- Garten von Vergentière